# Andið eðlilega
Andið eðlilega é um filme de drama islandês de 2018 dirigido e escrito por Ísold Uggadóttir. Estrelado por Þorsteinn Bachmann, estreou no Festival Sundance de Cinema em 23 de janeiro de 2018.

## Elenco
- Þorsteinn Bachmann
- Gunnar Jónsson
- Kristín Þóra Haraldsdóttir
- Sveinn Geirsson
- Babetida Sadjo
- Patrik Nökkvi Pétursson